# Shoshinsha

Shoshinsha

Lo shoshinsha (初心者マーク?) o Wakaba (若葉マーク?) è un simbolo giapponese introdotto nel 1972.
Di significato analogo al contrassegno per le esercitazioni di guida per i veicoli della categoria M1, descritto nell'articolo 334 del codice della strada italiano, viene utilizzato per indicare i conducenti principianti alla guida di autoveicoli. Deve essere esposto per almeno un anno dal conseguimento della patente di guida, come specificato dall'articolo 71 del codice stradale giapponese.
In Giappone esistono contrassegni analoghi per indicare i guidatori anziani (kōreisha), non udenti o disabili.
Nella versione 6 di Unicode è stato introdotto l'emoji 🔰 (JAPANESE SYMBOL FOR BEGINNER, U+1F530). Il simbolo compare inoltre sul personaggio Tamama di Keroro.